# Adherbal (amiral)
Pour les articles homonymes, voir Adherbal.
Adherbal est un amiral carthaginois qui battit le consul romain Publius Claudius Pulcher lors de la bataille navale à Drépane (Sicile) en 249 av. J.-C.. Il s'agit de la plus grande victoire navale des Carthaginois, qui chassent pratiquement les Romains de la mer. Sept années seront nécessaires pour que Rome tente à nouveau d'aligner une marine substantielle.